# Liste de points extrêmes de Nauru
La République de Nauru n'étant constitué d'une unique petite île mesurant 21 km2 de superficie, ses points extrêmes en latitude et en longitude sont par conséquent très rapprochés et ses extrêmes en altitude sont peu marqués bien que le point le plus bas du pays puisse être situé à cinq mètres sous le niveau de la mer.

Carte topographique et humaine de Nauru.

## Latitude et longitude
- Nord : Cap Anna[2] 0° 30′ 10″ S, 166° 56′ 14″ E
- Sud : Extrémité Sud de la piste de l'aéroport international de Nauru 0° 33′ 15″ S, 166° 55′ 35″ E
- Ouest : Côte près des structures cantilever dans le district d'Aiwo 0° 31′ 56″ S, 166° 54′ 35″ E
- Est : Cap Ijuw 0° 31′ 11″ S, 166° 57′ 32″ E

## Altitude
- Maximale : Command Ridge, 71 mètres[3] 0° 31′ 49″ S, 166° 55′ 00″ E
- Minimale : Océan Pacifique, 0 mètre ; Lagune Buada, de 0 mètre à -5 mètres[3],[4] 0° 32′ 07″ S, 166° 55′ 20″ E